# Schizopetalon
Schizopetalon é um género botânico pertencente à família Brassicaceae.